# Puntakid Pombuppa
Puntakid Pombuppa (thailändisch พันธกิจ ป้อมบุปผา; * 9. Januar 2004) ist ein thailändischer Fußballspieler.

## Karriere
Puntakid Pombuppa erlernte das Fußballspielen in der Schulmannschaft der Khon Kaen Sports School. Seinen ersten Vertrag unterschrieb er im Juli 2022 beim Drittligisten Mahasarakham SBT FC. Der Verein aus Maha Sarakham spielte in der North/Eastern Region der Liga. Am Ende der Saison 2023/24 wurde er mit dem Klub Vizemeister der Region und stieg anschließend in die zweite Liga auf. Nach dem Aufstieg wurde sein Vertrag um ein weiteres Jahr verlängert. Sein Zweitligadebüt gab Pombuppa am 22. September 2024 (6. Spieltag) im Auswärtsspiel gegen den Phrae United FC. Bei der 1:0-Niederlage wurde er in der 86. Minute für Gan Kleabphueng eingewechselt.